# Greeley (Kansas)
Greeley è un centro abitato (city) degli Stati Uniti d'America, situato nella Contea di Anderson, nello Stato del Kansas. In una stima del 2007 la popolazione era di 310 abitanti.

## Geografia fisica
Secondo i rilevamenti dell'United States Census Bureau, la località di Greeley si estende su una superficie di 1,0 km², tutti occupati da terre

## Popolazione
Secondo il censimento del 2000, a Greeley vivevano 327 persone, ed erano presenti 88 gruppi familiari. La densità di popolazione era di 333,9 ab./km². Nel territorio comunale si trovavano 144 unità edificate. Per quanto riguarda la composizione etnica degli abitanti, il 99,69% era bianco e lo 0,31% apparteneva a due o più razze. La popolazione di ogni razza ispanica corrispondeva allo 0,61% degli abitanti.
Per quanto riguarda la suddivisione della popolazione in fasce d'età, il 27,8% era al di sotto dei 18, l'8,0% fra i 18 e i 24, il 28,4% fra i 25 e i 44, il 20,2% fra i 45 e i 64, mentre infine il 15,6% era al di sopra dei 65 anni di età. L'età media della popolazione era di 34 anni. Per ogni 100 donne residenti vivevano 104,4 uomini.